# David M. Kennedy (kriminolog)
David M. Kennedy, född 1958, är en amerikansk kriminolog och professor som är forskar kring brottsprevention gällande kriminella gäng i innerstadsmiljö. Han har ägnat särskild uppmärksamhet åt att förebygga våldsbrottslighet mellan gatugäng.
Kennedy ägnar sig åt aktionsforskning och utvecklade på 1990-talet interventionsmetoden Operation Ceasefire i Boston. 2003 stod han bakom interventionsmetoden High Point Model riktad mot narkotikamarknaden i High Point, North Carolina, vars användning har minskat våldet och tagit bort den öppna narkotikahandeln i många olika städer i USA. Kennedy grundade 2009 National Network for Safe Communities för att stödja städer i användningen av dessa och liknande metoder.
Kennedy har skrivit boken Don't Shoot: One Man, A Street Fellowship, and the End of Violence in Inner-City America (2011), som är en populävetenskaplig beskrivning av hans arbete med våldsprevention hos gatugäng. Han har också skrivit den mer teoretiska boken Deterrence and Crime Prevention: Reconsidering the Prospect of Sanction (2008). Han är också medförfattare till Beyond 911: A New Era for Policing, en bok om närpolisverksamhet.
Sedan 2005 är Kennedy verksam vid John Jay College of Criminal Justice vid City University of New York.